# El príncep de Homburg
El príncep de Homburg (títol original: Il principe di Homburg) és una pel·lícula italiana dirigida per Marco Bellocchio, estrenada l'any 1997. És l'adaptació de l'obra del mateix nom de Heinrich von Kleist. Es va presentar en selecció oficial al Festival de Canes 1997. Ha estat doblada al català.

## Argument
El jove príncep de Hombourg, comandant de la cavalleria del Brandebourg durant la guerra d'Holanda, que pateix somnambulisme. Una nit, recull un guant deixat per la seva promesa Natalia. L'endemà, fascinat per la visió d'aquest guant, no escolta més que distretament les consignes militars i, en el camp de batalla, les desobeeix i mana als seus homes entrar en combat abans del previst. L'oncle del príncep, cap de l'exèrcit, exigeix que la seva indisciplina sigui castigada de manera exemplar i el condemna a mort. A mesura que s'apropa el dia de l'execució, el jove se sent cada vegada més aterrit.

## Repartiment
- Andrea Di Stefano: Príncep de Hombourg
- Barbora Bobulova: Nathalie
- Toni Bertorelli: Gran Elector
- Anita Laurenzi: Electora
- Fabio Camilli: Hohenzollern

## Rebuda
- Premis 
  - 1997: Festival de Canes: Nominada a la Palma d'Or (millor pel·lícula)
  - 1996: Premis David di Donatello: 6 nominacions
- Crítica "Sòbria adaptació de l'obra mestra de Heinrich Von Kleist (...) Bellocchio filma amb elegància aquest clàssic teatral"[3]